# 吻鱥
吻鱥（学名：Rhinichthys cataractae）为輻鰭魚綱鯉形目鲤科的其中一種，分布於北美洲，分佈範圍南至新墨西哥州北部的洛磯山脈，北至北極圈附近的麥肯齊河，並從太平洋橫跨整個大陸到大西洋海岸，本魚體延長，口近端位，幼魚有一條黑色側線，從眼睛開始延伸到尾鰭，隨著魚的成熟，側線逐漸消失。成魚的背面呈深綠色至黑色，側面呈深色至銀色，常有斑點，腹面呈珍珠色，成年雄魚和雌魚的胸鰭、腹鰭、臀鰭基部以及上唇都有明亮的橙紅色，體長可達22.5公分，壽命可達5年，棲息在水流快速的小溪或湖泊沿岸底層水域，屬肉食性，以魚鱗、魚卵、陸生昆蟲和水生底棲大型無脊椎動物為食，飲食隨季節變化，夜行性，繁殖期通常在5月至8月在 14至19 °C（57 至 66 °F）的水中產卵，可做為觀賞魚或餌魚。

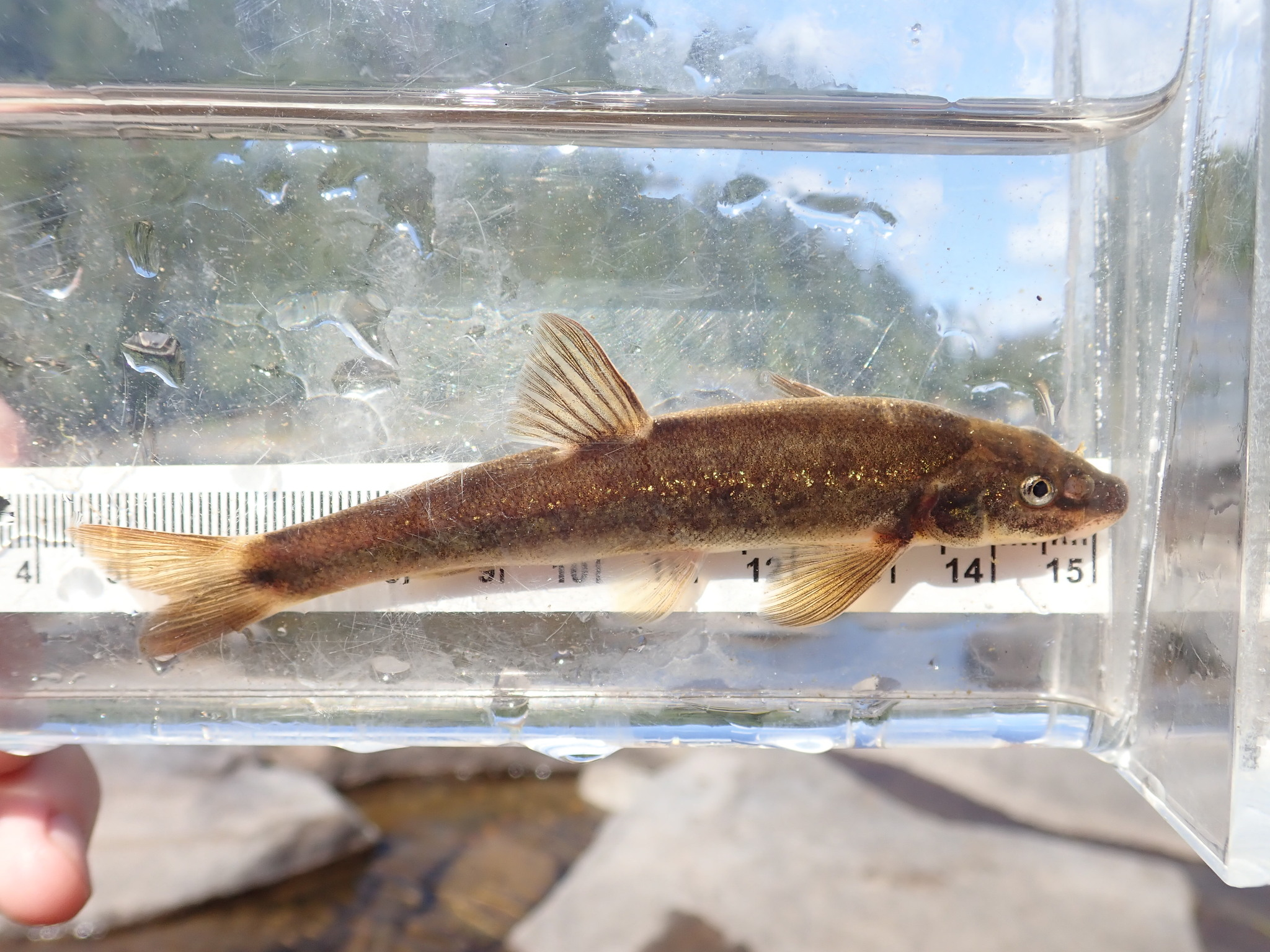
在安大略省雷灣區捕獲的吻鱥

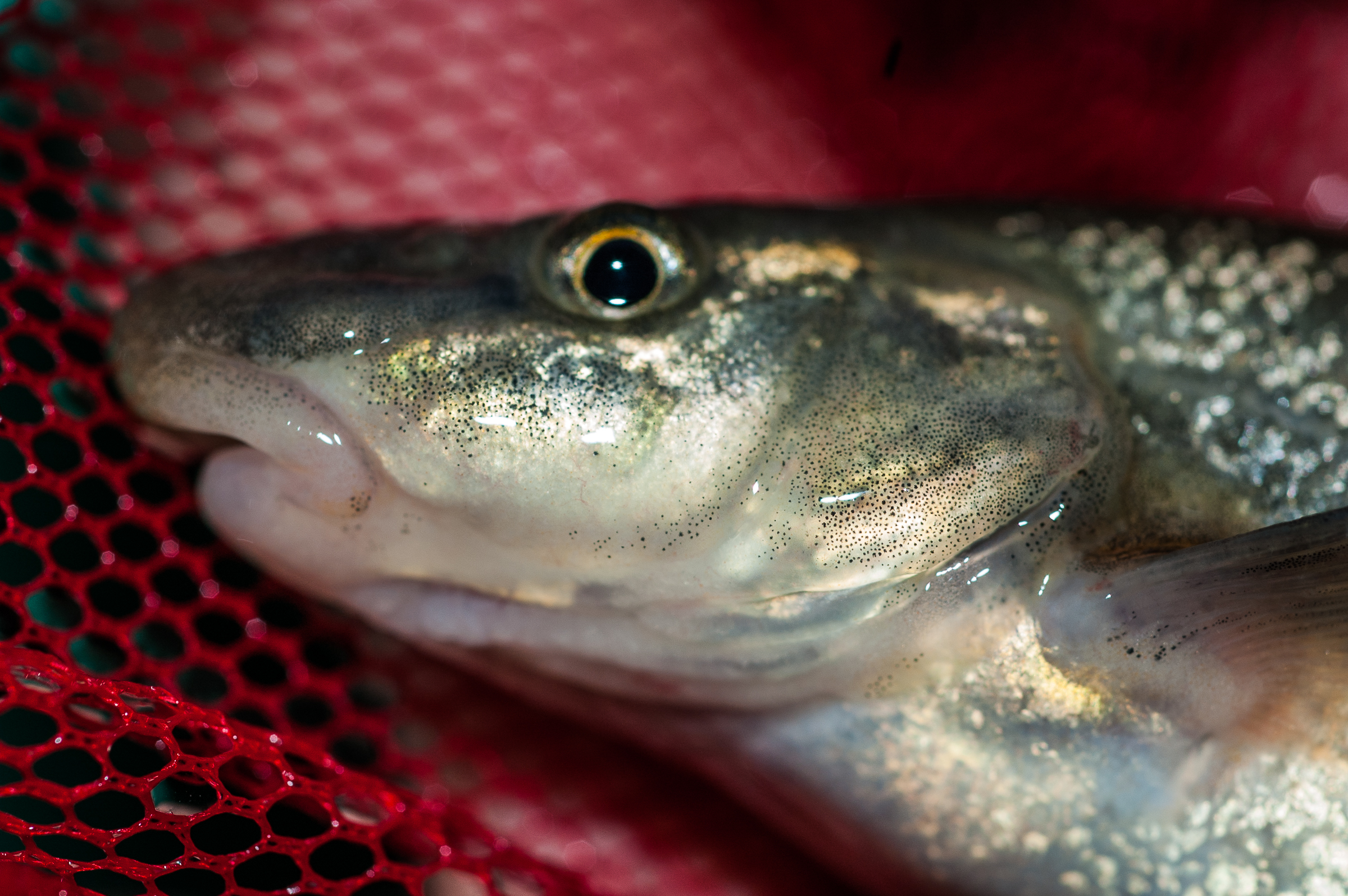
吻鱥身上的微小黑斑有助於它與沙子和礫石融為一體，從而躲避捕食者。